# ریماوسکا سبتا
ریماوسکا سبتا (به مجاری: Rimaszombat) یک شهرک در اسلواکی با جمعیت ۲۴٬۳۷۴ نفر است که در Rimavská Sobota District واقع شده‌است.